# Fuente-Olmedo
Fuente-Olmedo is een gemeente in de Spaanse provincie Valladolid in de regio Castilië en León met een oppervlakte van 13,56 km². Fuente-Olmedo telt 38 inwoners (1 januari 2016).

## Demografische ontwikkeling
Bron: INE, 1857-2011: volkstellingen